# مادام بوواری (فیلم ۲۰۰۰)
«مادام بوواری» (انگلیسی: Madame Bovary (2000 film)) یک فیلم تلویزیونی است که در سال ۲۰۰۰ منتشر شد. از بازیگران آن می‌توان به فرانسیس اوکانر، هوگو بونوویل، جسیکا اویلوو و هیو دنسی اشاره کرد.